# Link - Coordinamento Universitario
Link - Coordinamento Universitario (LINK) è un'organizzazione studentesca a stampo sindacale che opera sul piano nazionale e che mette in rete realtà universitarie locali di ispirazione sindacale e politica, confederata assieme all'Unione degli studenti alla Rete della Conoscenza. Si riconosce nei valori della sinistra italiana. 
Nasce nel 2010 in seguito ad un percorso assembleare iniziato tra realtà studentesche, provenienti da diverse città italiane, durante il periodo di mobilitazione innescate dal processo di tagli e riforme della Scuola e dell'Università della Ministra Gelmini con le leggi 240/2010 e 133/2008, che prese il nome di Onda.
LINK - Coordinamento Universitario si auto-definisce associazione nazionale studentesca che mette in rete realtà universitarie locali di ispirazione sindacale e politica, autonome e indipendenti, con l’obiettivo di promuovere i diritti degli studenti universitari e di affermarne il protagonismo nella costruzione di una società più giusta.

## Storia
A seguito di varie assemblee nell'estate del 2009, il 10 e 11 ottobre 2009 diversi collettivi universitari e quattro basi confederali dell'Unione degli universitari (Roma, Napoli, Bari e Siena) iniziano il percorso di costruzione di LINK in un'assemblea tenutasi nella facoltà di sociologia dell'Università degli Studi di Roma "La Sapienza". Successivamente il 14 e 15 maggio 2010, Link - Coordinamento Universitario svolge il suo primo congresso fondativo, eleggendo Claudio Riccio portavoce nazionale.
Negli anni successivi aderiscono nuove associazioni territoriali, sia provenienti dall'Unione degli universitari, sia associazioni della sinistra studentesca e di movimento.
Il 16 ottobre 2010 Link - Coordinamento Universitario partecipa allo sciopero dei metalmeccanici della FIOM-CGIL. Partecipano associazioni, movimenti e forze politiche di sinistra. Link organizza insieme a docenti, dottorandi e precari della ricerca il corteo che parte dall'Università La Sapienza e con più di 2000 persone converge nel corteo delle tute blu.
Nel febbraio 2013, durante il Governo di austerità di Mario Monti, le mobilitazioni di LINK e delle altre organizzazioni studentesche scongiurano l'inasprimento dei criteri di merito per l'accesso alle borse di studio universitario e il conseguente taglio del numero di borse erogate, proposto dal Ministro dell'istruzione, dell'università e della ricerca Francesco Profumo, in attuazione alla legge 240/2010.
Nel 2013 Link - Coordinamento Universitario partecipa per la prima volta alle elezioni studentesche nazionale eleggendo 4 membri su 28 in Consiglio nazionale degli studenti universitari.
Nel 2015 oltre il 20% degli studenti perde la borsa di studio. Link promuove la campagna "Io non rinuncio" e solo dopo mesi di mobilitazione, nel marzo 2016, il Ministero aumenta le soglie reddituali per accedere al diritto allo studio.
Nel 2016 con le nuove elezioni del Consiglio Nazionale degli Studenti Universitari, il Coordinamento ottiene un aumento sia del numero di voti sia di eletti arrivando così a 5 membri, eleggendo per la prima volta almeno un rappresentante da ciascun collegio elettorale.
Link nel 2016 promuove insieme ad associazioni, partiti e sindacati "All In! Per il Diritto allo studio", una proposta di legge volta a garantire il diritto allo studio a tutti gli studenti, in particolare istituendo una no tax area per i redditi più bassi, aumentando coloro che hanno diritto alla borsa e permettendo alla totalità della popolazione studentesca di accedere ai servizi abitativi e ristorativi. Dopo una lunga raccolta firme, la proposta viene presentata in parlamento il 30 gennaio 2017. A partire dal 2017 alcune rivendicazioni di "All In!" diventano realtà, i fondi per il diritto allo studio vengono progressivamente aumentati e dall'anno accademico 2017/2018 è introdotta per la prima volta la no tax area per i redditi inferiori a 13.000 euro di ISEE.
Nel 2019 si tengono le elezioni del Consiglio nazionale degli studenti universitari, Link elegge un rappresentante in ciascuno dei quattro collegi nazionali.
Nel 2020 durante la pandemia di COVID-19, Link - Coordinamento Universitario raccoglie 13.000 firme per chiedere l'abolizione delle tasse universitarie e maggiori fondi per il diritto allo studio. Nel mese di luglio il governo innalzerà la soglia reddituale nazionale per l'esenzione dalla tassazione universitaria da 13.000 a 20.000 euro di Isee, prevedendo inoltre la riduzione delle tasse tra 20.000 e 30.000 euro di Isee.
Nel 2023 pubblicano il "Manifesto per un'altra Università" assieme alla Federazione lavoratori della conoscenza e all'Associazione dottorandi e dottori di ricerca italiani, nel quale si schierano contro il precariato e il definanziamento dell'università; a partire da questo manifesto, lanciano la campagna "Per un'altra Università" per le elezioni del Consiglio Nazionale degli Studenti Universitari del 14 e 15 maggio 2025.

## Territori
Link - Coordinamento Universitario è presente negli atenei di 24 città italiane
- Genova
- Torino
- Milano
- Milano-Bicocca
- Politecnico di Milano
- Bergamo
- Trieste
- Padova
- Ferrara
- Forlì
- Bologna
- Pisa
- Siena
- Roma
- Roma Tor Vergata
- Roma Tre
- Perugia
- L'Aquila
- Pescara-Chieti
- Napoli-Federico II
- Napoli-Orientale
- Salerno
- Caserta
- Cosenza

Inoltre, LINK dal 2016 ha un patto di lavoro con Onda Universitaria di Palermo.
In passato era presente anche a Bari, Campobasso, Catania, Foggia, Lecce, Messina, Modena, Taranto e Udine.

## Portavoce/Coordinatore
- Claudio Riccio (2010-2011)[5]
- Luca Spadon (2011-2013)[25]
- Alberto Campailla (2013-2016)
- Andrea Torti (2016-2018)
- Alessio Bottalico (2018-2019)
- Camilla Guarino (2019-2020)
- Lorenzo Morandi (2020-2022)
- Virginia Mancarella (2022-2024)
- Arianna D'Archivio (2024-in carica)

## Risultati al CNSU
| Circoscrizione I: Nord Est | Voti  | Seggi  |
| -------------------------- | ----- | ------ |
| 2013                       | 3 356 | 1      |
| 2016                       | 5 704 | 2 (+1) |
| 2019                       | 3 879 | 1 (-1) |
| 2022                       | 2 153 | 0 (-1) |
| 2025                       | 1 952 | 0 (-)  |

| Circoscrizione II: Nord Ovest | Voti  | Seggi |
| 2013                          | 3 051 | 1     |
| 2016                          | 4 169 | 1 (-) |
| 2019                          | 4 400 | 1 (-) |
| 2022                          | 2 375 | 1 (-) |
| 2025                          | 2 511 | 1 (-) |

| Circoscrizione III: Centro | Voti  | Seggi  |
| -------------------------- | ----- | ------ |
| 2013                       | 8 514 | 2      |
| 2016                       | 3 602 | 1(-1)  |
| 2019                       | 4 653 | 1 (-)  |
| 2022                       | 2 275 | 0 (-1) |
| 2025                       | 1 988 | 0 (-)  |

| Circoscrizione IV: Sud | Voti   | Seggi  |
| ---------------------- | ------ | ------ |
| 2013                   | 5 851  | 0      |
| 2016                   | 12 602 | 1 (+1) |
| 2019                   | 12 207 | 1 (-)  |
| 2022                   | 10 280 | 1 (-)  |
| 2025                   | 1 793  | 0 (-1) |

| Totale nazionale | Voti   | %           | Seggi  |
| ---------------- | ------ | ----------- | ------ |
| 2013             | 20 772 | 12,9% (5.º) | 4 / 28 |
| 2016             | 26 077 | 16,3% (3.º) | 5 / 28 |
| 2019             | 25 139 | 16,1% (4.º) | 4 / 28 |
| 2022             | 17 083 | 12,6% (3.º) | 2 / 28 |
| 2025             | 8 244  | 5,2% (7.°)  | 1 / 28 |